# Tazoult
Tazoult (în arabă تازولت) este o comună din provincia Batna, Algeria.
Populația comunei este de 27.493 de locuitori (2008).